# Claude T. Smith
Claude Thomas Smith (Monroe City, Missouri, 14 maart 1932 – Raytown, Missouri, 13 december 1987) was een Amerikaanse componist, muziekpedagoog, dirigent en kornettist.

## Levensloop
De grootmoeder van Claude T. Smith was een pianolerares en organiste en had invloed op de interesses van haar kleinkind. Zo kwam hij al vroeg met muziek in contact. Van de dirigent van zijn school harmonieorkest Harold Arehart kreeg hij intensieve lessen op het kornet. Later werd hij assistent van de dirigent in het harmonieorkest. Daarnaast was hij ook al dirigent van een Boy-Scout Band.
Smith studeerde aan het Central Methodist College Fayette (Missouri) waar hij onder K.K. Anderson in het College harmonieorkest meespeelde en van Kornet naar hoorn wisselde. Na de tijd aan het college huwde hij met Maureen Morrison. Tijdens de Koreaanse Oorlog was hij muzikant in de 371e Army Band. Vanaf 1955 studeerde hij aan de Universiteit van Kansas in Lawrence (Kansas). Daar speelde hij in verschillende ensembles, onder andere ook in het harmonieorkest, dat onder leiding stond van Russell Wiley. Wiley ontdekte Smiths talent voor het componeren en arrangeren. Eerste werken uit deze tijd zijn het Prelude and Allegro, voor koperensemble en The World Freedom March, voor harmonieorkest. In 1958 behaalde Smith zijn Bachelor of Music.
Na zijn opleiding was hij tot 1976 docent voor instrumentale muziek aan scholen in de staten Nebraska en Missouri. Van 1958 tot 1963 was hij ook muziekleraar en dirigent van een harmonieorkest in Cozad, Nebraska en leidde ook een kerkkoor aldaar. Gedurende deze periode ontstonden de werken Honor Guard en Citation, beide voor harmonieorkest. Van 1963 tot 1966 was hij muziekleraar aan de Center High School in Kansas City, Missouri. In deze tijd componeerde hij de Emperata Overture, die in 1964 tijdens de Mid-West Band and Orchestra Clinic in Chicago uitgevoerd en sindsdien een van de meest gespeelde werken van hem werd. In 1966 vertrok Smith van Kansas City naar Chillicothe (Missouri), waar hij voor 10 jaren verbleef. Daar was hij dirigent van een kerkkoor en docent voor muziektheorie en compositie aan de High School. In deze periode kwam het componeren te kort, maar het ontstond onder andere Eternal Father Strong to Save, voor harmonieorkest.
In 1976 wisselde hij als docent voor compositie, muziektheorie en hoorn aan de Southwest Missouri State University in Springfield (Missouri). Verder dirigeerde hij het universiteits symfonieorkest. In 1978 vertrok hij naar Raytown, Missouri en verbleef daar tot zijn overlijden. In deze tijd was hij ook dirigent van de Blue Ridge Presbyterian Church choir, maar vooral componist, omdat hij in deze tijd de meeste van zijn werken gecomponeerd heeft.
Als componist is hij vooral voor zijn werken voor harmonieorkest bekend. Hij kreeg een groot aantal van prijzen en onderscheidingen, zoals meerdere ASCAP Composer’s Awards, de Hall of Fame Award van de Missouri Bandmaster’s Association, de National Band Association Award van de Academy of Wind and Percussion Arts.

## Composities

### Werken voor orkest
- Commemoration Fanfare and Chorale, voor orkest
- Fanfare and Celebration, voor orkest
- Flourish, Song and Toccata, voor orkest
- Overture: Our Creed is Our Shield, voor strijkorkest
- Prelude on an Early American Folk Hymn, voor strijkorkest
- The Heavens Resound, voor strijkorkest

### Werken voor harmonieorkest
- 1954 - The World Freedom March
- 1962 - Citation, concertmars voor harmonieorkest
- 1964 - Emperata Overture, voor harmonieorkest
- 1966 - Dramatic Prelude
- 1966 - Incidental Suite
  1. Tarantella
  2. Nocturne
  3. Rondo - Finale
- 1968 - Chorale and Allegro, voor harmonieorkest
- 1969 - Acclamation
- 1970 - Sonus ventorum (sound of the winds)
- 1971 - Overture romantique
- 1972 - Concert Dance and Intermezzo
- 1972 - Prelude-Variations, voor harmonieorkest
- 1973 - Credence
- 1974 - Across the wide Missouri
- 1974 - God of Our Fathers - (naar een hymne van George Warren (1896))
- 1975 - Eternal Father, Strong to Save, voor harmonieorkest[1]
- 1975 - March spirituoso
- 1976 - Declaration Overture
- 1977 - Concert Variations
- 1977 - Joyance
- 1977 - Symfonie nr. 1, voor harmonieorkest[2]
- 1977 - Three Contrasts, voor solo hoorn en harmonieorkest
- 1978 - Anthem for Winds and Percussion, voor harmonieorkest
- 1978 - Dance Prelude, voor harmonieorkest
- 1978 - Jubilant Prelude, voor harmonieorkest
- 1978 - March on an Irish Air
- 1978 - Overture on an early American Folk Hymn (My Shepherd will supply my need), voor harmonieorkest
- 1978 - Symphonic Prelude: Affirmation and Credo
- 1979 - Greensleeves: A Symphonic Setting, voor harmonieorkest
- 1979 - Horizons West
- 1979 - Introduction and Fugato
- 1979 - Prelude for Band
- 1979 - Symphonic Psalm
- 1980 - A Thousand Hills Overture
- 1980 - Inscriptions
- 1980 - Intrada: Adoration and Praise
- 1980 - Moresca: A Symphonic Pantomime
- 1980 - Overture for a festival, voor harmonieorkest
- 1980 - Santiago Carnival
- 1981 - Boys of the Old Brigade
- 1981 - Concert Celebration
- 1981 - Summer in Rio
- 1981 - Windstar
- 1982 - Battle Hymn of the Republic
- 1982 - Festival Variations, voor harmonieorkest[3]
- 1982 - Flourish and Hymn of Praise
- 1982 - Gala XXV: A Symphonic Overture
- 1982 - Rejoice in Glorious Hope
- 1982 - Shenandoah - A Sea Fantasy
- 1982 - Silver Salutation
- 1982 - Symphonic Warms-Ups for Band
- 1982 - Variations on an English Folk Song
- 1982 - Zia, Zia!
- 1983 - America the Beautiful
- 1983 - Cresset Variations
- 1983 - Danza Sonora
- 1983 - Fantasia, voor altsaxofoon en harmonieorkest[4] - (opgedragen aan Dale Underwood en de U.S. Navy Band)
- 1983 - A Symphonic Prelude on "Adeste fideles", voor harmonieorkest
- 1983 - Black Watch March
- 1983 - Fanfare, Ballad and Jubilee
- 1983 - Jubilo - Concert Ouverture
  1. Allegro
  2. Andante
  3. Allegro
- 1983 - Sunbird
- 1984 - Allegro and Intermezzo
- 1984 - Beguine on a Brazilian Folk Song ("Tutu Maramba")
- 1984 - Canticle: All Creatures of Our God and King, voor harmonieorkest
- 1984 - Chorale Prelude “For the Beauty of the Earth”
- 1984 - Festive Proclamation
- 1984 - Flight, voor harmonieorkest - officiële mars van het National Air and Space Museum
- 1984 - Harry S. Truman: A Musical Tribute, voor spreker, gemengd koor en harmonieorkest
- 1984 - March on a Scottish Air
- 1984 - March Russe
- 1984 - Oxford point overture
- 1984 - Stone Mountain Overture
- 1984 - Symphonic March on an English Hymn Tune
- 1984 - Symphonic Variations on "In Dulci Jubilo"
- 1984 - Symphonic Rhythms and Scales
- 1984 - Variations on a Hymn by Louis Bourgeois[5]
- 1984 - Where you There When They Crucified My Lord?
- 1985 - Bombasto
- 1985 - Castlebrooke Overture
- 1985 - Chorale Prelude: All Things Bright and Beautiful
- 1985 - Chorale Prelude: Rejoice Ye Pure in Heart
- 1985 - Commemoration Fanfare and Chorale, voor harmonieorkest
- 1985 - Galop Humeresque
- 1985 - Jubilesta
- 1985 - Royal Lancer
- 1986 - Allegheny Portrait (In memoriam: Raymond C. Schweinberg (1937-1984))
- 1986 - Avondale Overture
- 1986 - Bainbridge Fair
- 1986 - Chorale Prelude on a German Hymn Tune
- 1986 - Chorale Prelude: Rejoice, Ye Pure In Heart
- 1986 - Hymn to St. Avold
- 1986 - Indiana State Band March
- 1986 - Meremac Rhapsody
- 1986 - Serenade and Dance
- 1986 - Spirit of Texas
- 1986 - Star Song
- 1986 - The Distant Trumpet
- 1986 - The Water Is Wide
- 1986 - Variations on a Revolutionary Hymn
- 1987 - A Rhapsody on Christmas Carols
- 1987 - American Folk Song Trilogy
  1. "When Johnny Comes Marching Home"
  2. "Aura Lee"
  3. "Bound for the Promised Land"
- 1987 - Bulgarian Folk Dance
- 1987 - Danse Folatre[6]
- 1987 - Golden Regiment
- 1987 - Introduction and Caccia
- 1987 - Invocation and Jubiloso
- 1987 - Island Fiesta
- 1987 - Jubilee
- 1987 - Legady
- 1987 - O Come, O Come Emmanuel, een kerst preludium
- 1987 - Prelude and Toccata
- 1987 - Suite, voor dwarsfluit, klarinet, altsaxofoon en harmonieorkest
- 1987 - Symphonic Variations on Amazing Grace
- 1987 - Symphonic Techniques
- 1987 - Windgate Festival
- Ballad and Presto Dance, voor tuba en harmonieorkest
- Ballin'the Jack
- Concert Piece, voor eufonium en harmonieorkest
- Dramatic Opener
- Epilog
- Fantasy for Trumpet
- Folk Song Trilogy
- Overture: Our Creed Is Our Shield
- Prelude on an early American
- Rhapsody, voor trombone en harmonieorkest
- Saint Anthony Variations

### Werken voor koren
- Declare the Glory of God, voor gemengd koor en harmonieorkest
- God of Our Fathers, voor gemengd koor
- I Look to the Lord, voor gemengd koor en harmonieorkest
- My Shepherd Will Supply My Need, voor gemengd koor
- Praise the Lord, Sing Alleluia, voor gemengd koor
- Sing a New and Jubilant Song, voor gemengd koor en harmonieorkest

### Kamermuziek
- 1954 - Prelude and Allegro, voor koperensemble
- Alleluia, voor kopersextet
- Chorale and Fugato, voor kopersextet
- God of Our Fathers, voor koperkwintet en orgel
- In Dulci Jubilo, voor trombonekwartet
- Suite, voor vier klarinetten